# Teresa Núñez
Teresa Mercedes del Carmen Núñez Cornejo (sinh ngày 10 tháng 9 năm 1965)  là một nhà quản trị và chính trị gia người Chile. Núñez là Thống đốc tỉnh Cardenal Caro từ 2014 đến 2018.

## Tiểu sử

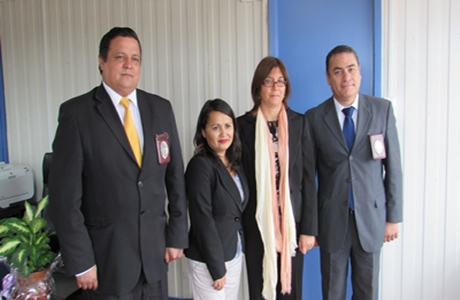
Núñez được các quan chức PDI đến thăm, vào năm 2014.

Núñez sinh ra ở Rancagua, vào ngày 10 tháng 9 năm 1965; con gái của Luis Enrique Núñez Baeza và Lucy Mercedes Cornejo Barahona. Cô kết hôn ở cùng thành phố đó, với Emilio José Ramírez Cáceres, vào ngày 6 tháng 1 năm 1990.
Cô là một kỹ sư về hành chính công, thuộc Học viện Kitô giáo. Teresa Núñez đã làm việc trong khu vực xã hội của một số thành phố ở Vùng O'Higgins, và phụ trách các chương trình được tạo ra bởi các tổ chức công cộng như Fosis, và trong các tổ chức phi chính phủ liên quan đến phụ nữ và gia đình.
Bà là giám đốc của Prodemu, ở tỉnh Cachapoal; giám đốc tỉnh của Quỹ Integra tại tỉnh Colchagua; ủy viên hội đồng xã Peumo từ năm 2000 đến 2004.
Vào ngày 11 tháng 3 năm 2014, Tổng thống Michelle Bachelet đã bổ nhiệm Núñez làm thống đốc tỉnh Cardenal Caro, kế nhiệm Julio Ibarra Maldonado.